# Discografia de David Bowie
A discografia do músico inglês David Bowie consiste em 27 álbuns de estúdio (25 como artista solo e outros dois álbuns com sua banda, a Tin Machine), 10 álbuns ao vivo, 51 compilações, 8 EPs, 128 singles e 4 álbuns de trilha sonora.

## História
Nascido como David Robert Jones, seu debute musical foi a canção de 1964 "Liza Jane" do grupo Davie Jones & the King Bees. Realizou dois outros singles em 1965 sob os nomes de The Manish Boys and Davy Jones & the Lower Third. Sua primeira canção com o nome David Bowie foi "Can't Help Thinking About Me", single de 1966 realizado com os Lower Third. Seu single seguinte, "Do Anything You Say", também realizado em 1966, foi o primeiro creditado simplesmente a David Bowie. Bowie lançou mais quatro canções e seu álbum de estreia, David Bowie (1967), antes de começar a lograr atenção e sucesso no Reino Unido com "Space Oddity". Esta canção alcançou a quinta posição nas paradas britânicas e foi lançada propositalmente cinco dias antes da missão Apollo 11.
Após lançar mais três álbuns, Space Oddity (1969), The Man Who Sold the World (1970) e Hunky Dory (1971), ele fez sucesso e logrou a quinta posição com The Rise and Fall of Ziggy Stardust and the Spiders from Mars (1972), que recebeu certificação de ouro. Após o sucesso de Ziggy Stardust, as vendas de Hunky Dory aumentaram e esse disco chegou à terceira posição no Reino Unido. A RCA então relançou Space Oddity e The Man Who Sold the World, que alcançaram, respectivamente, a 17ª e 26ª posição em seu país de origem. Bowie lançou mais nove álbuns de estúdio com essa gravadora, todos chegando à quinta posição no UK Albums Chart, e Aladdin Sane (1973), Pin Ups (1973), Diamond Dogs (1974) e Scary Monsters (and Super Creeps) (1980) alcançaram a primeira posição. Depois disso, assinou contrato com a EMI e lançou três álbuns solos de estúdio, Let's Dance (1983), cuja faixa título foi um sucesso, Tonight (1984) e Never Let me Down (1987). Let's Dance e Tonight alcançaram o primeiro lugar nas paradas britânicas, enquanto que Never Let me Down chegou à sexta posição.
Em 1989, Bowie criou um grupo de rock chamado Tin Machine, que gravou um álbum homônimo com a EMI. Embora Tin Machine tenha sido bem divulgado e chegado ao terceiro lugar nas paradas britânicas, não vendeu bem, e Bowie e a EMI não renovaram contrato. Em 1991, foi lançado Tin Machine II pela London Records, que não teve boa vendagem. Com a dissolução do grupo em 1992, Bowie seguiu com sua carreira solo e, seu próximo álbum, Black Tie White Noise (1993), alcançou a primeira posição no UK Albums Chart. Desde então, Bowie já realizou cinco álbuns de estúdio, todos com boa vendagem. O mais recente, Reality (2003), alcançou o primeiro lugar no Reino Unido e é seu último disco de inéditas lançado até agora. Todos seus 20 álbuns de estúdio desde Hunky Dory (1971) lograram o topo dos 10 discos mais vendidos nas paradas britânicas.

## Reedições
Como o contrato de Bowie com a RCA estava chegando ao fim, esta reeditou todos os seus álbuns em CD em 1984. Entretanto, em 1989, os direitos haviam sido revertidos para Bowie. Rykodisc superou a Rhino pelos direitos do catálogo da RCA e reeditou todos os álbuns como parte de sua série "Sound + Vision".  Em 1997, Bowie licenciou os álbuns para a EMI.  Em 2013, os direitos foram adquiridos pelo Warner Music Group.

## Álbuns

### Álbuns de estúdio
| Ano                                                                              | Álbuns | Posições nas paradas | Posições nas paradas | Posições nas paradas | Posições nas paradas | Posições nas paradas | Posições nas paradas | Posições nas paradas | Posições nas paradas | Posições nas paradas | Posições nas paradas | Certificações (limiares de vendas)                                                   |
| Ano                                                                              | Álbuns | UK                   | EUA                  | AUS                  | AUT                  | ALE                  | NL                   | NZ                   | NOR                  | SUE                  | SUI                  | Certificações (limiares de vendas)                                                   |
| -------------------------------------------------------------------------------- | --- | -------------------- | -------------------- | -------------------- | -------------------- | -------------------- | -------------------- | -------------------- | -------------------- | -------------------- | -------------------- | ------------------------------------------------------------------------------------ |
| 1967                                                                             | David Bowie - Lançamento: 1 de junho, 1967 - Gravadora: Deram - Formato: LP                                                  | —                    | —                    | —                    | —                    | —                    | —                    | —                    | —                    | —                    | —                    |                                                                                      |
| 1969                                                                             | Space Oddity[a] - Lançamento: 4 de novembro, 1969 - Gravadoras: Philips, Mercury - Formato: LP                               | 17 [b]               | 16 [b2]              | 21                   | —                    | —                    | —                    | —                    | —                    | —                    | —                    |                                                                                      |
| 1970                                                                             | The Man Who Sold the World - Lançamento: 4 de novembro, 1970 - Gravadora: Mercury - Formato: LP                              | 26 [b3]              | 105 [b4]             | 44                   | —                    | —                    | —                    | —                    | —                    | —                    | —                    |                                                                                      |
| 1971                                                                             | Hunky Dory - Lançamento: 17 de dezembro, 1971 - Gravadora: RCA - Formato: LP                                                 | 3                    | 93                   | 39                   | —                    | —                    | —                    | —                    | 33 [c]               | —                    | —                    | - UK: 1× Platina                                                                     |
| 1972                                                                             | The Rise and Fall of Ziggy Stardust and the Spiders from Mars - Lançamento: 16 de junho, 1972 - Gravadora: RCA - Formato: LP | 5                    | 75                   | 11                   | —                    | —                    | —                    | —                    | 27 [c1]              | —                    | —                    | - UK: 1× Platina - EUA: 1× Ouro                                                      |
| 1973                                                                             | Aladdin Sane - Lançamento: 20 de abril, 1973 - Gravadora: RCA - Formato: LP                                                  | 1                    | 17                   | 7                    | —                    | —                    | —                    | —                    | 11                   | —                    | —                    | - EUA: 1× Ouro                                                                       |
| 1973                                                                             | Pin Ups - Lançamento: 19 de outubro, 1973 - Gravadora: RCA - Formato: LP                                                     | 1                    | 23                   | 4                    | —                    | —                    | —                    | —                    | 8                    | —                    | —                    | - UK: 1× Ouro                                                                        |
| 1974                                                                             | Diamond Dogs - Lançamento: 24 de abril, 1974 - Gravadora: RCA - Formato: LP                                                  | 1                    | 5                    | 3                    | —                    | —                    | —                    | —                    | 8                    | —                    | —                    | - EUA: 1× Ouro                                                                       |
| 1975                                                                             | Young Americans - Lançamento: 7 de março, 1975 - Gravadora: RCA - Formato: LP                                                | 2                    | 9                    | 9                    | —                    | —                    | —                    | 3                    | 13                   | —                    | —                    | - UK: 1× Prata - EUA: 1× Ouro - CAN: 1× Ouro                                         |
| 1976                                                                             | Station to Station - Lançamento: 23 de janeiro, 1976 - Gravadora: RCA - Formato: LP                                          | 5                    | 3                    | 8                    | —                    | —                    | —                    | 9                    | 8                    | 11                   | —                    | - EUA: 1× Ouro - CAN: 1× Ouro                                                        |
| 1977                                                                             | Low - Lançamento: 14 de janeiro, 1977 - Gravadora: RCA - Formato: LP                                                         | 2                    | 11                   | 10                   | 17                   | —                    | —                    | 12                   | 10                   | 12                   | —                    | - UK: 1× Prata - CAN: 1× Ouro                                                        |
| 1977                                                                             | "Heroes" - Lançamento: 14 de outubro, 1977 - Gravadora: RCA - Formato: LP                                                    | 3                    | 35                   | 6                    | 22                   | —                    | —                    | 15                   | 13                   | 13                   | —                    | - CAN: 1× Ouro                                                                       |
| 1979                                                                             | Lodger - Lançamento: 18 de maio, 1979 - Gravadora: RCA - Formato: LP                                                         | 4                    | 20                   | 11                   | 13                   | —                    | —                    | 3                    | 11                   | 9                    | —                    | - UK: 1× Ouro - NL: 1× Ouro                                                          |
| 1980                                                                             | Scary Monsters (and Super Creeps) - Lançamento: 12 de setembro, 1980 - Gravadora: RCA - Formato: LP                          | 1                    | 12                   | 1                    | 20                   | 8                    | —                    | 1                    | 3                    | 4                    | —                    | - UK: 1× Platina - CAN: Platina                                                      |
| 1983                                                                             | Let's Dance - Lançamento: 14 de abril, 1983 - Gravadora: EMI - Formato: LP                                                   | 1                    | 4                    | 1                    | 2                    | 2                    | —                    | 1                    | 1                    | 1                    | 17                   | - UK: 1× Platina - EUA: 1× Platina - CAN: 5× Platina - FIN: 1× Ouro - NL: 1× Platina |
| 1984                                                                             | Tonight - Lançamento: 1 de setembro, 1984 - Gravadora: EMI - Formato: LP                                                     | 1                    | 11                   | 4                    | 8                    | 8                    | —                    | 4                    | 3                    | 4                    | 8                    | - UK: 1× Ouro - EUA: 1× Platina - CAN: 2× Platina                                    |
| 1987                                                                             | Never Let Me Down - Lançamento: 27 de abril, 1987 - Gravadora: EMI - Formatos: LP, CD                                        | 6                    | 34                   | 19                   | 3                    | 11                   | —                    | 14                   | 3                    | 2                    | 18                   | - UK: 1× Ouro - EUA: 1× Ouro - CAN: 1× Platina                                       |
| 1989                                                                             | Tin Machine (com Tin Machine) - Lançamento: 22 de maio, 1989 - Gravadora: EMI - Formatos: CD, LP                             | 3                    | 28                   | 42                   | 19                   | —                    | —                    | 14                   | 9                    | 9                    | —                    | - UK: 1× Ouro                                                                        |
| 1991                                                                             | Tin Machine II (com Tin Machine) - Lançamento: 2 de setembro, 1991 - Gravadora: London - Formatos: CD, LP                    | 23                   | 126                  | —                    | 25                   | —                    | —                    | —                    | 14                   | 19                   | —                    |                                                                                      |
| 1993                                                                             | Black Tie White Noise - Lançamento: 5 de abril, 1993 - Gravadoras: Arista, BMG - Formatos: CD, 2×CD+DVD, LP                  | 1                    | 39                   | 12                   | 18                   | 15                   | 8                    | 8                    | 8                    | 18                   | 18                   | - UK: 1× Ouro CAN: 1× Ouro                                                           |
| 1995                                                                             | Outside - Lançamento: 26 de setembro, 1995 - Gravadora: RCA - Formatos: CD, LP                                               | 8                    | 21                   | 55                   | 22                   | 33                   | 38                   | 37                   | 15                   | 13                   | 22                   | - UK: 1× Prata                                                                       |
| 1997                                                                             | Earthling - Lançamento: 30 de janeiro, 1997 - Gravadora: RCA - Formatos: CD, LP                                              | 6                    | 39                   | 45                   | 15                   | 11                   | 19                   | 15                   | 13                   | 5                    | 20                   |                                                                                      |
| 1999                                                                             | ''Hours...'' - Lançamento: 4 de outubro, 1999 - Gravadora: Virgin - Formatos: CD, 2×CD, DD                                   | 5                    | 47                   | 33                   | 2                    | 4                    | 31                   | 21                   | 4                    | 2                    | 18                   | - UK: 1× Prata                                                                       |
| 2002                                                                             | Heathen - Lançamento: 11 de junho, 2002 - Gravadora: ISO/Columbia - Formatos: CD, 2×CD, LP, DD                               | 5                    | 14                   | 9                    | 4                    | 4                    | 19                   | 22                   | 2                    | 6                    | 7                    | - UK: Ouro                                                                           |
| 2003                                                                             | Reality - Lançamento: 16 de setembro, 2003 - Gravadora: ISO/Columbia - Formatos: CD, 2×CD, DD                                | 3                    | 29                   | 13                   | 3                    | 3                    | 14                   | 14                   | 2                    | 5                    | 5                    | - UK: 1× Ouro                                                                        |
| 2013                                                                             | The Next Day - Lançamento: 11 de março, 2013 - Gravadora: ISO/Columbia - Formatos: CD, DD                                    | 1                    | 2                    | 2                    | 2                    | 1                    | 1                    | 1                    | 1                    | 1                    | 1                    | - UK: 1× Ouro                                                                        |
| 2016                                                                             | Blackstar - Lançamento: 8 de janeiro, 2016 - Gravadora: ISO/Columbia - Formatos: CD, DD                                      | 1                    | 1                    | 1                    | 1                    | 1                    | 1                    | 1                    | 1                    | 1                    | 1                    |                                                                                      |
| "—" denota lançamentos que não entraram nas paradas ou que não foram divulgados. | |                      |                      |                      |                      |                      |                      |                      |                      |                      |                      |                                                                                      |

Observações
- A^  Space Oddity foi lançado originalmente como David Bowie no Reino Unido e como Man of Words/Man of Music nos EUA.[34]
- B^ ^ ^ ^  Posições dos relançamentos de 1973
- C^ ^  Posições dos relançamentos de 2002

### Álbuns ao vivo
| Ano                                                       | Álbuns | Posições | Posições | Posições | Posições | Posições | Posições | Certificações  |
| Ano                                                       | Álbuns | UK       | EUA      | AUS      | NL       | NOR      | SUE      | Certificações  |
| --------------------------------------------------------- | --- | -------- | -------- | -------- | -------- | -------- | -------- | -------------- |
| 1974                                                      | David Live - Lançamento: 29 de outubro, 1974 - Gravadora: RCA - Formato: 2×LP                                                   | 2        | 8        | 9        | 89       | 12       | —        | - EUA: 1× Ouro |
| 1978                                                      | Stage - Lançamento: 8 de setembro, 1978 - Gravadora: RCA - Formato: LP                                                          | 5        | 44       | 11       | 82       | 18       | 29       | - UK: 1× Ouro  |
| 1983                                                      | Ziggy Stardust: The Motion Picture - Lançamento: Outubro de 1983 - Gravadora: RCA - Formato: LP                                 | 17       | 89       | 67       | —        | —        | 42       |                |
| 1992                                                      | Tin Machine Live: Oy Vey, Baby (com Tin Machine) - Lançamento: 2 de julho, 1992 - Gravadora: London - Formato: CD, LP           | —        | —        | —        | —        | —        | —        |                |
| 1994                                                      | Santa Monica '72[d] - Lançamento: 25 de abril, 1994 - Gravadoras: Trident Music International, Golden Years - Formato: CD, 2×LP | 74       | —        | —        | —        | —        | —        |                |
| 2008                                                      | Live Santa Monica '72 - Lançamento: 30 de junho, 2008 - Gravadora: EMI - Formato: CD, LP                                        | 61       | —        | —        | 81       | —        | 40       |                |
| 2008                                                      | Glass Spider Live - Lançamento: 23 de outubro, 2008 - Gravadora: Immortal - Formato: CD                                         | —        | —        | —        | —        | —        | —        |                |
| 2009                                                      | VH1 Storytellers - Lançamento: 6 de julho, 2009 - Gravadora: EMI - Formatos: CD, CD+DVD, DD                                     | 114      | —        | —        | —        | —        | —        |                |
| 2010                                                      | A Reality Tour - Lançamento: 26 de janeiro, 2010 - Gravadora: ISO/Columbia/Legacy - Formatos: CD, DD                            | 53       | —        | —        | 57       | —        | 56       |                |
| "—" refere-se a lançamentos que não entraram nas paradas. | |          |          |          |          |          |          |                |

Observações
- D^  No relançamento de 1995 na Europa, o disco foi intitulado como Ziggy Stardust and the Spiders from Mars "Live".[38]

### Álbuns de compilação

#### Anos 1970
| Ano                                                        | Álbuns                                                                                   | Posições | Posições | Posições | Certificações                       |
| Ano                                                        | Álbuns                                                                                   | UK       | EUA      | AUS      | Certificações                       |
| ---------------------------------------------------------- | ---------------------------------------------------------------------------------------- | -------- | -------- | -------- | ----------------------------------- |
| 1970                                                       | The World of David Bowie[e] - Lançamento: Março de 1970 - Gravadora: Decca - Formato: LP | —        | —        | —        |                                     |
| 1973                                                       | Images 1966–1967[f] - Lançamento: Fevereiro de 1973 - Gravadora: Deram - Formato: 2×LP   | —        | 144      | —        |                                     |
| 1973                                                       | Best Deluxe - Lançamento: Outubro de 1973 - Gravadora: RCA - Formato: 2×LP               | —        | —        | —        |                                     |
| 1973                                                       | In the Beginning Vol.2 - Gravadora: Deram - Formato: LP                                  | —        | —        | —        |                                     |
| 1976                                                       | Changesonebowie - Lançamento: 20 de maio de 1976 - Gravadora: RCA - Formato: LP          | 2        | 10       | 8        | - EUA: 1× Platina - CAN: 2× Platina |
| 1977                                                       | Starting Point - Gravadora: Deram - Formato: LP                                          | —        | —        | —        |                                     |
| 1979                                                       | Rock Concert - Lançamento: Julho de 1979 - Gravadora: RCA - Formato: LP                  | —        | —        | —        |                                     |
| 1979                                                       | Chameleon - Gravadora: Stavcall - Formato: LP                                            | —        | —        | 22       |                                     |
| 1979                                                       | La Grande Storia Del Rock - Gravadora: Deram - Formato: LP                               | —        | —        | —        |                                     |
| 1979                                                       | Profile - Gravadora: Deram - Formato: LP                                                 | —        | —        | —        |                                     |
| "—" refere-se a lançamentos que não entraram nas posições. |                                                                                          |          |          |          |                                     |

Observações
- E ^  The World of David Bowie foi lançado como Disco de Ouro no Brasil e como Bowie no Japão.[39]
- F ^  Images 1966–1967 foi lançado como David Bowie Mille-Pattes Series na França, David Bowie na Bélgica e Argentina, 20 Bowie Classics na Austrália, e relançada na França como Collection Blanche em 1978.[39]

#### Anos 1980
| Ano                                                        | Álbuns | Posições | Posições | Posições | Posições | Posições | Posições | Certificações                                     |
| Ano                                                        | Álbuns | UK       | EUA      | AUS      | AUT      | NOR      | SUE      | Certificações                                     |
| ---------------------------------------------------------- | --- | -------- | -------- | -------- | -------- | -------- | -------- | ------------------------------------------------- |
| 1980                                                       | The Best of Bowie - Lançamento: 15 de dezembro, 1980 - Gravadora: K-tel - Formato: LP                                 | 3        | —        | 32       | 12       | 10       | 25       | - UK: 1× Platina                                  |
| 1981                                                       | Another Face[g]}} - Lançamento: Maio de 1981 - Gravadora: Decca - Formato: LP                                         | —        | —        | —        | —        | —        | —        |                                                   |
| 1981                                                       | Changestwobowie - Lançamento: Novembro de 1981 - Gravadora: RCA - Formato: LP                                         | 22       | 68       | 53       | —        | —        | 35       | - UK: 1× Ouro                                     |
| 1982                                                       | Fashions - Lançamento: Novembro de 1982 - Gravadora: RCA - Formato: Box set                                           | —        | —        | —        | —        | —        | —        |                                                   |
| 1982                                                       | Bowie Rare - Lançamento: Dezembro de 1982 - Gravadora: RCA - Formato: LP                                              | 34       | —        | 47       | —        | —        | —        |                                                   |
| 1982                                                       | Superstar - Gravadora: Deram - Formato: LP                                                                            | —        | —        | —        | —        | —        | —        |                                                   |
| 1983                                                       | Golden Years - Lançamento: Agosto de 1983 - Gravadora: RCA - Formatos: LP, CD                                         | 33       | 99       | 25       | —        | —        | 33       |                                                   |
| 1983                                                       | A Second Face - Lançamento: Agosto de 1983 - Gravadora: Decca - Formato: LP                                           | —        | —        | —        | —        | —        | —        |                                                   |
| 1983                                                       | Prime Cuts - Lançamento: Augosto de 1983 - Gravadora: Decca - Formato: Cassete                                        | —        | —        | —        | —        | —        | —        |                                                   |
| 1983                                                       | Die Weisse Serie – Extra Ausgabe - Gravadora: Decca - Formato: LP                                                     | —        | —        | —        | —        | —        | —        |                                                   |
| 1984                                                       | Love You till Tuesday - Lançamento: Maio de 1984 - Gravadora: Deram - Formato: LP                                     | 53       | —        | —        | —        | —        | —        |                                                   |
| 1984                                                       | Fame and Fashion - Lançamento: Maio de 1984 - Gravadora: RCA - Formatos: LP, CD                                       | 40       | 147      | 19       | —        | —        | —        |                                                   |
| 1985                                                       | David Bowie: The Collection - Lançamento: Novembro de 1985 - Gravadora: Castle Communications - Formato: 2×LP         | —        | —        | —        | —        | —        | —        | - UK: 1× Prata                                    |
| 1989                                                       | Sound + Vision - Lançamento: 19 de setembro, 1989 - Gravadora: Rykodisc - Formatos: 6×LP, 3×cassette, 3×CD, VCD, 4×CD | —        | 97       | —        | —        | —        | —        | - UK: 1× Platina - EUA: 1× Ouro - CAN: 4× Platina |
| 1989                                                       | Starman - Gravadora: Мелодия - Formato: LP                                                                            | —        | —        | —        | —        | —        | —        |                                                   |
| "—" refere-se a lançamentos que não entraram nas posições. | |          |          |          |          |          |          |                                                   |

Observações
- G ^  Another Face foi lançado como Historia de la Musica Rock na Espanha, Die Weisse Serie na Alemanha, 30 Años de Musica Rock no México, e relançado na Espanha como Gigantes del Pop Volume 28 em 1982.[39]

#### Anos 1990
| Ano                                                        | Álbuns | Posições | Posições | Posições | Posições | Posições | Posições | Posições | Posições | Posições | Posições | Certificações                                                                  |
| Ano                                                        | Álbuns | UK       | EUA      | AUS      | AUT      | ALE      | NL       | NZ       | NOR      | SUE      | SUI      | Certificações                                                                  |
| ---------------------------------------------------------- | --- | -------- | -------- | -------- | -------- | -------- | -------- | -------- | -------- | -------- | -------- | ------------------------------------------------------------------------------ |
| 1990                                                       | Changesbowie - Lançamento: 20 de março, 1990 - Gravadora: EMI - Formatos: 2×LP, CD                                | 1        | 39       | 6        | 5        | —        | —        | 2        | 16       | 14       | 18       | - UK: 1× Platina - EUA: 1× Platina - CAN: 1× Ouro - GER: 1× Ouro - NL: 1× Ouro |
| 1990                                                       | Rock Reflections - Gravadora: Deram - Formato: CD                                                                 | —        | —        | —        | —        | —        | —        | —        | —        | —        | —        |                                                                                |
| 1990                                                       | David Bowie - Gravadora: Deram - Formato: CD                                                                      | —        | —        | —        | —        | —        | —        | —        | —        | —        | —        |                                                                                |
| 1991                                                       | Early On (1964–1966) - Gravadora: Rhino - Formatos: CD, LP                                                        | —        | —        | —        | —        | —        | —        | —        | —        | —        | —        |                                                                                |
| 1993                                                       | The Singles Collection - Lançamento: 16 de novembro, 1993 - Gravadoras: Rykodisc, EMI - Formato: 2×CD             | 9        | —        | 49       | 37       | 64       | 5        | 4        | —        | 38       | —        | - UK: 1× Platina - CAN: 1× Ouro - NL: 1× Platina                               |
| 1993                                                       | The Gospel According to David Bowie - Gravadoras: Spectrum Music, Karussell - Formato: CD                         | —        | —        | —        | —        | —        | —        | —        | —        | —        | —        |                                                                                |
| 1995                                                       | Rarest One Bowie - Lançamento: Maio de 1995 - Gravadoras: Trident Music International, Golden Years - Formato: CD | —        | —        | —        | —        | —        | —        | —        | —        | —        | —        |                                                                                |
| 1996                                                       | London Boy[h] - Gravadora: Spectrum - Formato: CD                                                                 | —        | —        | —        | —        | —        | —        | —        | —        | —        | —        |                                                                                |
| 1997                                                       | The Deram Anthology 1966–1968 - Lançamento: 9 de junho, 1997 - Gravadora: Deram - Formato: CD                     | —        | —        | —        | —        | —        | —        | —        | —        | —        | —        |                                                                                |
| 1997                                                       | The Best of David Bowie 1969/1974 - Released: 7 October 1997 - Gravadora: EMI - Formato: CD                       | 13       | —        | —        | —        | —        | —        | 17       | —        | —        | —        | - UK: 1× Ouro                                                                  |
| 1998                                                       | The Best of David Bowie 1974/1979 - Released: 20 April 1998 - Gravadora: EMI - Formato: CD                        | 39       | —        | —        | —        | —        | —        | —        | —        | —        | —        | - UK: 1× Prata                                                                 |
| 1998                                                       | Rarest Series - Gravadora: Rarest - Formato: CD                                                                   | —        | —        | —        | —        | —        | —        | —        | —        | —        | —        |                                                                                |
| "—" refere-se a lançamentos que não entraram nas posições. | |          |          |          |          |          |          |          |          |          |          |                                                                                |

Observações
- H ^  London Boy foi lançado como The Laughing Gnome na Alemanha.[39]

#### Ano 2000
| Ano                                                      | Álbuns                                                                                                 | Posições | Posições | Posições | Posições | Posições | Posições | Posições | Posições | Posições | Certificações                                                                     |
| Ano                                                      | Álbuns                                                                                                 | UK       | EUA      | AUT      | ALE      | NL       | NZ       | NOR      | SUE      | SUI      | Certificações                                                                     |
| -------------------------------------------------------- | --- | -------- | -------- | -------- | -------- | -------- | -------- | -------- | -------- | -------- | --------------------------------------------------------------------------------- |
| 2000                                                     | Bowie at the Beeb - Lançamento: 25 de setembro, 2000 - Gravadora: EMI - Formatos: 2×CD, 3×CD           | 7        | 181      | —        | —        | 56       | —        | 22       | 37       | 88       | - UK: 1× Prata                                                                    |
| 2001                                                     | All Saints - Lançamento: 9 de julho, 2001 - Gravadora: EMI - Formato: CD                               | —        | —        | —        | —        | —        | —        | —        | —        | —        |                                                                                   |
| 2002                                                     | Best of Bowie - Lançamento: 22 de outubro, 2002 - Gravadora: EMI - Formatos: CD, 2×CD, 2×DVD           | 11       | 70       | 13       | 16       | 19       | 6        | —        | 9        | 7        | - UK: 1× Platina - US: 1× Platina - EUR: 1× Platina - CAN: 1× Ouro - FIN: 1× Ouro |
| 2003                                                     | Club Bowie - Lançamento: Novembro de 2003 - Gravadora: Virgin - Formato: CD                            | —        | —        | —        | —        | —        | —        | —        | —        | —        |                                                                                   |
| 2003                                                     | Musical Storyland - Gravadora: Universal - Formato: CD                                                 | —        | —        | —        | —        | —        | —        | —        | —        | —        |                                                                                   |
| 2005                                                     | The Collection - Lançamento: 3 de maio, 2005 - Gravadora: EMI - Formato: CD                            | —        | —        | —        | —        | —        | —        | —        | —        | —        |                                                                                   |
| 2005                                                     | The Platinum Collection - Lançamento: 7 de novembro, 2005 - Gravadora: EMI - Formato: 3×CD             | 55       | —        | —        | —        | 25       | —        | —        | 28       | —        | - UK: 1× Prata                                                                    |
| 2007                                                     | The Best of David Bowie 1980/1987 - Lançamento: 19 de março, 2007 - Gravadora: EMI - Formatos: CD, DVD | 34       | —        | —        | —        | —        | —        | —        | —        | —        |                                                                                   |
| 2008                                                     | iSelect - Lançamento: 29 de junho, 2008 - Gravadora: EMI - Formato: CD                                 | —        | —        | —        | —        | —        | —        | —        | —        | —        |                                                                                   |
| "—" refere-se a lançamentos que não entraram na posição. | |          |          |          |          |          |          |          |          |          |                                                                                   |

#### Ano 2010
| Ano                                                      | Álbuns | Posições | Posições | Posições | Posições | Posições | Posições | Posições | Posições | Certificações                                        |
| Ano                                                      | Álbuns | UK       | EUA      | AUT      | ALE      | NL       | NZ       | AUS      | SUI      | Certificações                                        |
| -------------------------------------------------------- | --- | -------- | -------- | -------- | -------- | -------- | -------- | -------- | -------- | ---------------------------------------------------- |
| 2014                                                     | Nothing Has Changed - Lançamento: 18 de Novembro, 2014 - Gravadora: Columbia, Parlophone - Formatos: 3×CD, 2×CD, 2×LP, DD | 5        | 57       | 4        | 4        | 6        | 1        | 3        | 5        | - BPI: 1× Ouro - ARIA: 1× Platina - RMNZ: 1× Platina |
| 2016                                                     | Bowie Legacy - Lançamento: 11 de Novembro, 2016 - Gravadora: Parlophone, Sony - Formato: 2×CD, DD                         | 5        | 78       | —        | 59       | 68       | —        | 31       | —        | - BPI: 1× Ouro                                       |
| "—" refere-se a lançamentos que não entraram na posição. | |          |          |          |          |          |          |          |          |                                                      |

### Coletâneas
| Ano                                                      | Álbuns | Posições | Posições | Posições | Posições | Posições | Posições | Posições | Posições | Certificações                                      |
| Ano                                                      | Álbuns | UK       | EUA      | AUT      | ALE      | NL       | NZ       | AUS      | SWE      | Certificações                                      |
| -------------------------------------------------------- | --- | -------- | -------- | -------- | -------- | -------- | -------- | -------- | -------- | -------------------------------------------------- |
| 1989                                                     | Sound + Vision - Lançamento: 19 de Setembro, 1989 - Gravadora: Rykodisc - Formatos: 6×LP, 3×cassette, 3×CD, VCD, 4×CD         | 63 [i]   | 97       | —        | —        | —        | 9        | 72       | —        | - BPI: 1× platina - MC: 4× Platina - RIAA: 1× Ouro |
| 2005                                                     | The Platinum Collection - Lançamento: 7 de Novembro, 2005 - Gravadora: EMI - Formato: 3×CD                                    | 53       | 65       | —        | —        | 25       | —        | —        | 26       | - BPI: 1× Ouro                                     |
| 2007                                                     | David Bowie - Lançamento: Junho, 2007 - Gravadora: Sony Music/Columbia Records - Formatos: 10×CD                              | —        | —        | —        | —        | —        | —        | —        | —        |                                                    |
| 2013                                                     | Zeit! 77–79 - Lançamento: 6 de Maio, 2013 - Gravadora: EMI - Formato: 5×CD                                                    | —        | —        | —        | —        | —        | —        | —        | —        |                                                    |
| 2015                                                     | Five Years (1969–1973) - Lançamento: 25 de Setembro, 2015 - Gravadora: Parlophone - Formato: 12×CD, 13×LP, DD                 | 45       | —        | —        | 63       | 68       | —        | —        | —        |                                                    |
| 2016                                                     | Who Can I Be Now? (1974–1976) - Lançamento: 23 de Setembro, 2016 - Gravadora: Parlophone - Formato: 12×CD, 13×LP, DD          | 21       | 192      | 75       | 28       | 80       | —        | —        | —        |                                                    |
| 2017                                                     | A New Career in a New Town (1977–1982) - Lançamento: 29 de Setembro, 2017 - Gravadora: Parlophone - Formato: 11×CD, 13×LP, DD | 19       | 151      | 59       | 24       | 76       | —        | —        | —        |                                                    |
| "—" refere-se a lançamentos que não entraram na posição. | |          |          |          |          |          |          |          |          |                                                    |

Observações
- I ^  Posição no gráfico do Reino Unido para Sound + Vision na reedição de 2014.

### Trilhas Sonoras
| Ano                                                      | Álbuns | Posições | Posições |  |
| Ano                                                      | Álbuns | UK       | AUS      |  |
| -------------------------------------------------------- | --- | -------- | -------- |  |
| 1981                                                     | Christiane F. - Lançamento: Abril, 1981 - Gravadora: RCA - Formatos: LP                                             | —        | 3        |  |
| 1986                                                     | Labyrinth (with Trevor Jones) - Lançamento: 23 de Junio, 1986 - Gravadora: EMI - Formatos: LP                       | 38       | —        |  |
| 1993                                                     | The Buddha of Suburbia - Lançamento: 8 de Novembro, 1993 - Gravadora: Arista - Formatos: LP, CD                     | 87       | —        |  |
| 2016                                                     | Lazarus (with Lazarus New York Cast) - Lançamento: 21 de Outubro, 2016 - Gravadora: Columbia - Formatos: LP, CD, DD | 10       | 57       |  |
| "—" refere-se a lançamentos que não entraram na posição. | |          |          |  |

## Vídeos musicais
| Ano  | Título                                                                         | Diretor                        |
| ---- | ------------------------------------------------------------------------------ | ------------------------------ |
| 1972 | "John, I'm Only Dancing"                                                       | Mick Rock                      |
| 1972 | "The Jean Genie"                                                               | Mick Rock                      |
| 1972 | "Space Oddity"                                                                 | Mick Rock                      |
| 1973 | "Life on Mars?"                                                                | Mick Rock                      |
| 1977 | "Be My Wife"                                                                   | Stanley Dorfman                |
| 1977 | "'Heroes'"                                                                     | Stanley Dorfman                |
| 1979 | "Boys Keep Swinging"                                                           | David Mallet                   |
| 1979 | "DJ"                                                                           | David Mallet                   |
| 1979 | "Look Back in Anger"                                                           | David Mallet                   |
| 1980 | "Ashes to Ashes"                                                               | David Bowie e David Mallett    |
| 1980 | "Fashion"                                                                      | David Mallett                  |
| 1981 | "Wild Is the Wind"                                                             | David Mallett                  |
| 1981 | "The Drowned Girl"                                                             | David Mallett                  |
| 1981 | "Under Pressure"                                                               | David Mallett                  |
| 1982 | "Peace on Earth/Little Drummer Boy"[j]                                         |                                |
| 1983 | "Let's Dance"                                                                  | David Bowie e David Mallett    |
| 1983 | "China Girl"                                                                   | David Bowie e David Mallett    |
| 1983 | "Modern Love"                                                                  | Jim Yukich                     |
| 1984 | "Blue Jean"                                                                    | Julien Temple                  |
| 1985 | "Loving the Alien"                                                             | David Bowie e David Mallett    |
| 1985 | "Dancing in the Street" (com Mick Jagger)                                      | David Mallett                  |
| 1986 | "Absolute Beginners"                                                           | Julien Temple                  |
| 1986 | "Underground"                                                                  | Steve Barron                   |
| 1986 | "As the World Falls Down"                                                      | Steve Barron                   |
| 1986 | "When the Wind Blows"                                                          | Steve Barron e Jimmy Murakami  |
| 1987 | "Day-In Day-Out"                                                               | Julien Temple                  |
| 1987 | "Time Will Crawl"                                                              | Tim Pope                       |
| 1987 | "Never Let Me Down"                                                            | Jean-Baptiste Mondino          |
| 1989 | "Under the God" (com Tin Machine)                                              | Julien Temple                  |
| 1989 | "Tin Machine" (com Tin Machine)                                                | Julien Temple                  |
| 1989 | "Maggie's Farm"[k]                                                             |                                |
| 1990 | "Fame '90"                                                                     | Gus van Sant                   |
| 1992 | "Real Cool World"[l]                                                           |                                |
| 1993 | "Jump They Say"                                                                | Mark Romanek                   |
| 1993 | "Black Tie White Noise"                                                        | Mark Romanek                   |
| 1993 | "Miracle Goodnight"                                                            | Matthew Rolston                |
| 1993 | "Buddha of Suburbia"                                                           | Roger Mitchell                 |
| 1995 | "The Heart's Filthy Lesson"                                                    | Samuel Bayer                   |
| 1996 | "Strangers When We Meet"                                                       | Samuel Bayer                   |
| 1996 | "Hallo Spaceboy"                                                               | David Mallet                   |
| 1997 | "Little Wonder"                                                                | Floria Sigismondi              |
| 1997 | "Dead Man Walking"                                                             | Floria Sigismondi              |
| 1997 | "Seven Years in Tibet"                                                         | Rudi Dolezal e Hannes Rosacher |
| 1997 | "I'm Afraid of Americans"                                                      | Dom e Nic                      |
| 1999 | "Thursday's Child"                                                             | Walter Stern                   |
| 2000 | "Survive"                                                                      | Walter Stern                   |
| 2003 | "New Killer Star"                                                              | Brumby Boylston                |
| 2004 | "Never Get Old"                                                                |                                |
| 2013 | "Where Are We Now?"                                                            | Tony Oursler                   |
| 2013 | "The Stars (Are Out Tonight)"                                                  | Floria Sigismondi              |
| 2013 | "The Next Day"                                                                 | Floria Sigismondi              |
| 2013 | "Valentine's Day"                                                              | Indrani and Markus Klinko      |
| 2013 | "Love Is Lost (Hello Steve Reich mix by James Murphy for the DFA)" (Version 1) | David Bowie                    |
| 2013 | "Love Is Lost (Hello Steve Reich mix by James Murphy for the DFA)" (Version 2) | Barnaby Roper                  |
| 2013 | "I'd Rather Be High - Venetian Mix (Wasted edit)"                              | Tom Hingston                   |
| 2014 | "Sue (Or in a Season of Crime)"                                                | Tom Hingston and Jimmy King    |
| 2015 | "Blackstar"                                                                    | Bo Johan Renck                 |
| 2016 | "Lazarus"                                                                      | Bo Johan Renck                 |
| 2016 | "I Can't Give Everything Away"                                                 | Jonathan Barnbrook             |
| 2016 | "Life on Mars? (2016 Mix)"                                                     | Mick Rock                      |
| 2017 | "No Plan"                                                                      | Tom Hingston                   |

Observações
- J^  Apresentação do especial de natal televisivo de Bing Crosby.[67]
- K^  Apresentação ao vivo em Amsterdam em 24 de junho, 1989.[68]
- L^  Colagem de clipes do filme Cool World de 1992.[69]